# Резолюция
Резолю́ция (лат. resolutio — «решение» или «разрешение») — решение, принятое должностным лицом или коллегиальным органом, в результате обсуждения какого-либо вопроса (например, резолюция 217 А (III), принятая Генеральной Ассамблеей Организации Объединённых Наций по вопросу принятия Всеобщей декларации прав человека).
В конституционном праве резолюцией называют акт, принимаемый парламентом или президентом межнациональной или транснациональной организации.
В документообороте резолюция — документ, состоящий из надписи на документе (визирование), сделанной каким-либо уполномоченным и должностным лицом, в котором содержится принятое им решение.
Обсуждение резолюций отличается от обсуждения законопроектов тем, что резолюции не подписываются главой государства, как законопроекты. Например: 

Резолюция общего собрания 267-го Духовщинского полка о поддержке Власти Советов.
9 ноября 1917 г.
На общем собрании полка заслушаны телеграммы и доклады с двух сторон. Телеграмму Военно-революционного комитета полученную 27 октября полк встретил восторженно. Когда потом стали поступать телеграммы Керенского, никто им не верил. Мы солдаты, приветствуем новую власть и по первому зову выступим на поддержку Советов. Наш полк принял следующую резолюцию: Мы требуем, чтобы командный состав был выборный. Мы требуем, опубликования тайных договоров, немедленного перемирия на всех фронтах. Мы требуем, чтобы Учредительное собрание было созвано в указанный срок. Мы требуем, чтобы все земли были переданы в распоряжение земельных комитетов. Мы требуем, чтобы батальоны смерти были расформированы, чтобы культурно-просветительная работа в армии была расширена. Должен быть установлен контроль над производством. Старое Временное правительство должно быть предано революционному суду.